# St Edmundsbury Football League
St Edmundsbury Football League är en engelsk fotbollsliga baserad runt Bury St Edmunds, grundad 1907. Den har en division, kallad Division 1, som ligger på nivå 18 i det engelska ligasystemet.
Ligan är en matarliga till Suffolk & Ipswich Football League.

## Historia
Ligan grundades 1907 och under större delen av dess historia har den varit känd som Bury & District Football League. Under de första åren höll ligan en mycket högre standard och bjöd på en god standard på fotboll i västra Suffolk. Men under de senaste 25 åren har klubbar med bättre anläggningar lämnat ligan för ligor högre upp i ligasystemet – Suffolk & Ipswich Football League och Cambridgeshire County Football League. En konsekvens av detta har blivit en minskning av antalet divisioner från tre under 1990-talet till två under det senaste decenniet (med undantag av 2006/07). Samtidigt har antalet klubbar i ligan halverats från cirka 40 klubbar på 1990-talet till 20 klubbar säsongen 2011/12. Säsongen 2017/18 deltog bara elva klubbar.
Under 2007 firade Bury & District Football League hundraårsjubileum och samma år tog man beslutet att byta namn på ligan till St Edmundsbury Football League.
Klubbarna i St Edmundsbury Football League har mycket enkla hemmaarenor och de senaste årens mästarklubbar har inte kunnat söka befordran till Suffolk & Ipswich Football League.

## Mästare sedan 2004
| Säsong  | Division 1        | Division 2        | Division 3        |
| ------- | ----------------- | ----------------- | ----------------- |
| 2004/05 | Fornham St Martin | Barons            |                   |
| 2005/06 | Black Eagles      | Westbury Utd      |                   |
| 2006/07 | Black Eagles      | Priors Inn        | Elephant & Castle |
| 2007/08 | Ixworth Pykkerell | Elveden Phoenix   |                   |
| 2008/09 | Priors            | Haughley Utd Res  |                   |
| 2009/10 | Ixworth Pykkerell | Elephant & Castle |                   |
| 2010/11 | St Edmunds 1965   | Garboldisham      |                   |
| 2011/12 | Bartons           | Tollgate Inn      |                   |

### Webbkällor
Den här artikeln är helt eller delvis baserad på material från engelskspråkiga Wikipedia, tidigare version.